# لولبية الرحم الإيرلندية
لولبية الرحم الايرلندية (بالإنجليزية: Spirometra erinaceieuropaei)‏ دودة طفيلية من الشراطيات تصيب الاٍنسان والحيوانات الأليفة. تسمى اٍصابتها للاٍنسان بداء المكفنات. وللدودة دورة حياة مهمة حيث يعيش الطور البالغ للدودة في المعي الدقيق للقطط والكلاب حيث يتجاوز طولها 1.5 متر. تطرح بيوض الدودة مع الفضلات، عندما تتطور إلى يرقة تصيب الاٍنسان مباشرة أو عبر مضيف متوسط، ضفادع، طيور، أفاعي، فئران للتحول إلى ديلانية مكتملة مرحلة يرقية في بعض الديدان، عندما تقوم للقطط والكلاب والثعالب بأكل المضيف المتوسط تكمل الدودة دورتها باتحول إلى بيوض تنتج ديدان بدورها. يمكن أن يصاب البشر بهذا الطفيل بثلاثة طرق رئيسية: تناول اللحوم غير المطهوة جيدا، المياه الملوثة أو الكمادات التي تحوي اجسام ملوثة. تاريخيا، البشر يعتبر من المستضيفات الناقلة. لكن أول حالة سجلت في البشر كانت عام 2017.